# Effet Keynes
L'effet Keynes est un mécanisme d'auto-correction du chômage par le système économique via le canal du taux d'intérêt. Selon l'effet Keynes, l'augmentation du chômage provoque une chute de l'offre de monnaie nominale, ce qui équivaut à une augmentation de l'offre de monnaie réelle ; or, on sait que l'augmentation de l'offre de monnaie réelle cause une baisse des taux d'intérêt, qui elle-même en retour dynamise l'investissement, et ainsi fait diminuer le chômage.

## Histoire

### Un phénomène non proprement keynésien chez Keynes
L'effet Keynes est discuté par John Maynard Keynes dans les chapitres 15 et 19 de sa Théorie générale de l'emploi, de l'intérêt et de la monnaie. Il se montre suspicieux à l'égard de cet effet, remarquant plusieurs de ses failles. Si cette théorie incite à rendre les salaires flexibles à la baisse afin de permettre l'auto-ajustement de se réaliser, Keynes remarque qu'une baisse des salaires, c'est-à-dire une baisse de la demande, provoque surtout une baisse de la production et donc un cercle vicieux récessionniste.

### Reprise et dépassement ultérieur
Afin de dépasser les failles de l'effet Keynes, l'économiste Arthur Cecil Pigou découvre l'effet Pigou.

## Concept

### Un mécanisme auto-ajusteur
L'augmentation du chômage fait baisser la masse monétaire nominale, car les entreprises versent moins de salaires, et les agents économiques dépensent moins. Cette déflation, c'est-à-dire cette baisse générale des prix, provoque une baisse de l'offre de monnaie nominale. Or, si l'offre de monnaie nominale baisse, l'offre de monnaie réelle (ajustée au taux d'inflation) augmente : dans une situation où les prix baissent, le pouvoir d'achat de la monnaie nominale qui a été épargnée augmente par rapport au niveau des prix (1€ épargné lorsqu'une baguette coûte 1€ vaut plus que lorsque, du fait d'une déflation, le prix de la baguette passe à 0,80€). La revalorisation soudaine de la masse monétaire réelle du fait de la déflation fait chuter les taux d'intérêt, et ainsi fait augmenter l'investissement. 
Aussi, la baisse généralisée des prix due à la déflation fait baisser la préférence pour la liquidité et incite les épargnants à acheter des obligations; ces achats en masse font augmenter leur demande, ce qui, à offre égale, fait augmenter leur prix. Or, le taux d'intérêt sur les obligations d’État évolue inversement à sa valeur. Le taux d'intérêt chute donc, ce qui stimule l'investissement.
De cet effet est déduit qu'une demande insuffisante ne peut pas durer éternellement, car la demande insuffisante, causant une baisse du niveau des prix, provoquera une augmentation de la demande. Cet effet préconise par conséquent, dans le cas où les prix sont fluides à la baisse, que l’État laisse l'économie se corriger de manière autonome.

### Modélisation IS-LM
L'effet Keynes peut être modélisé grâce au modèle IS/LM. Ce modèle montre que si l'on part d'une situation d'insuffisance de la demande qui ne permet pas d'atteindre le plein emploi, la baisse des prix se traduit par une revalorisation du stock de monnaie disponible (l'offre de monnaie), et donc à un déplacement vers la droite de la courbe LM. Si la courbe IS est inchangée, l'équilibre passe alors de E à E', et l'on atteint le plein emploi automatiquement. Autrement dit, ma revalorisation du stock de monnaie induite par la déflation affecte la demande globale via une baisse du taux d’intérêt par un déplacement de LM le long de la courbe IS.

## Des failles théoriques

### La trappe à liquidité
La première est celle de la trappe à liquidité. En situation de trappe à liquidité, une augmentation de l'offre de monnaie réelle ne réussit plus à affecter le taux d'intérêt. Le taux d'intérêt est trop bas pour qu'une diminution supplémentaire entraîne une augmentation de l'investissement. Quand le taux d'intérêt est au-dessous d'un certain niveau, les agents ne désirent pas faire de placement, et ils thésaurisent leur monnaie pour attendre que le taux d'intérêt augmente.

### L'inélasticité de la dépense au taux d'intérêt
La deuxième est celle des cas où la dépense n'est pas élastique au taux d'intérêt, c'est-à-dire lorsque la courbe IS est verticale.

### Les effets négatifs de la déflation
La troisième est celle des effets négatifs de la déflation. Selon Keynes, la déflation est trop mauvaise pour les entrepreneurs, qui voient la dette de leur entreprise augmenter en valeur réelle (la dette contractée reste la même alors que le niveau général des prix, c'est-à-dire les revenus de l'entreprise, baissent), pour que l'effet Keynes ait lieu.

### Le postulat de la flexibilité des salaires
L'effet Keynes postule la flexibilité à la baisse des salaires. Il faut que ceux-ci chutent pour que le phénomène fonctionne. Cela n'est pas forcément le cas, car les salaires sont le plus souvent le fruit de conventions entre le salarié et le patron. Aussi, les patrons, sachant qu'une baisse de salaire démotive le salarié et peut lui faire perdre en productivité, peuvent décider de faire stagner les salaires plutôt que de les baisser. La crise économique mondiale des années 2008 et suivantes a ainsi vu aux États-Unis une stagnation, et non une chute des salaires.